# Солідус

Солідус позначено червоною лінією

Солідус — лінія на фазовій діаграмі, що визначає температуру, нижче якої речовина перебуває в твердій фазі.
При досягненні температури солідуса речовина починає плавитися, проте це не означає, що при цій температурі вона розплавлюється повністю. В певному проміжку температури може існувати розшарування речовини на рідку й тверду фази.
Зокрема лінія солідуса існує на фазовій діаграмі бінарних сплавів. Якщо лінія солідуса має максимум при певній концентрації однієї з компонент, в сплаві може спостерігатися явище ретроградної кристалізації, при якій з підвищенням температури речовина розплавлюється, із неї виділяється легкоплавка складова, а потім сплав знову затвердіває.